# Campionato mondiale maschile di pallamano 2021
Il campionato mondiale maschile di pallamano 2021 è stato il massimo torneo di pallamano per squadre nazionali maschili, organizzato dalla International Handball Federation (IHF). Si è svolto in Egitto dal 13 al 31 gennaio 2021. Il torneo è stato vinto per la seconda volta dalla Danimarca, che in finale ha superato la Svezia.

## Assegnazione
Sette nazioni hanno mostrato interesse per ospitare i mondiali del 2021:
- Egitto
- Francia
- Ungheria
- Polonia
- Slovacchia
- Svezia
- Svizzera

Con una selezione solamente tre nazioni sono rimaste in lizza per l'assegnazione dell'evento e il 15 aprile 2015 hanno presentato la documentazione necessaria:
- Egitto
- Ungheria
- Polonia

La decisione era in programma per il 4 giugno 2015, ma il Congresso si riunì solamente il 6 novembre 2015. L'Egitto fu scelto come ospitante della manifestazione.

## Formato
Il formato del torneo è stato variato rispetto all'edizione 2019, visto che il numero di squadre partecipanti è stato aumentato da 24 a 32. Le 32 nazionali partecipanti disputano un turno preliminare, nel quale sono divise in otto gironi da quattro squadre ciascuno. Le prime tre classificate di ciascun girone accedono al turno principale, nel quale sono divise in quattro gironi da sei squadre ciascuno. Le prime due classificate accedono ai quarti di finale per la conquista del titolo. Le squadre classificate dal terzo al sesto posto nel turno principale sono classificate dal nono al ventiquattresimo posto finale, in ordine, in base ai punti conquistati, poi alla differenza reti poi in base alle reti realizzate nel turno preliminare e, infine, per sorteggio. Le squadre classificate al quarto posto nel turno preliminare accedono alla Coppa del Presidente, dove sono divise in due gironi da quattro squadre ciascuno: al termine della fase a gironi, le squadre competono per le posizioni dal venticinquesimo al trentaduesimo posto finale in base ai piazzamenti.

## Impianti
| Il Cairo Nuova Capitale Amministrativa Borg El Arab Città del 6 ottobre | Il Cairo                                                 | Nuova Capitale Amministrativa                           |
| ----------------------------------------------------------------------- | -------------------------------------------------------- | ------------------------------------------------------- |
| Il Cairo Nuova Capitale Amministrativa Borg El Arab Città del 6 ottobre | Complesso sportivo dello stadio internazionale del Cairo | Palazzo dello sport della Nuova Capitale Amministrativa |
| Il Cairo Nuova Capitale Amministrativa Borg El Arab Città del 6 ottobre | Capacità: 16 200                                         | Capacità: 7 000                                         |
| Il Cairo Nuova Capitale Amministrativa Borg El Arab Città del 6 ottobre |                                                          |                                                         |
| Il Cairo Nuova Capitale Amministrativa Borg El Arab Città del 6 ottobre | Borg El Arab                                             | Città del 6 ottobre                                     |
| Il Cairo Nuova Capitale Amministrativa Borg El Arab Città del 6 ottobre | Palazzo dello sport di Borg El Arab                      | Palazzo dello sport del 6 ottobre                       |
| Il Cairo Nuova Capitale Amministrativa Borg El Arab Città del 6 ottobre | Capacità: 5 000                                          | Capacità: 4 500                                         |
| Il Cairo Nuova Capitale Amministrativa Borg El Arab Città del 6 ottobre |                                                          |                                                         |

## Arbitri
Le coppie arbitrali sono state selezionate il 4 gennaio 2021.
| Arbitri            | Arbitri                                   |
| ------------------ | ----------------------------------------- |
| Algeria            | Youcef Belkhiri Sid Ali Hamidi            |
| Argentina          | Julian Grillo Sebastián Lenci             |
| Croazia            | Matija Gubica Boris Milošević             |
| Rep. Ceca          | Václav Horáček Jiří Novotný               |
| Danimarca          | Mads Hansen Jesper Madsen                 |
| Egitto             | Alaa Emam Hossam Hedaia                   |
| Francia            | Charlotte Bonaventura Julie Bonaventura   |
| Germania           | Robert Schulze Tobias Tönnies             |
| Iran               | Majid Kolahdouzan Alireza Mousaviannazhad |
| Macedonia del Nord | Gjorgji Nachevski Slave Nikolov           |
| Montenegro         | Ivan Pavićević Miloš Ražnatović           |
| Norvegia           | Håvard Kleven Lars Jørum                  |
| Portogallo         | Duarte Santos Ricardo Fonseca             |
| Slovenia           | Bojan Lah David Sok                       |
| Spagna             | Óscar Raluy López Ángel Sabroso Ramírez   |
| Svezia             | Mirza Kurtagic Mattias Wetterwik          |
| Svizzera           | Arthur Brunner Morad Salah                |
| Tunisia            | Samir Krichen Samir Makhlouf              |

## Squadre partecipanti
I 32 posto sono così assegnati dall'IHF:
- Nazione ospitante: 1 posto
- Campione del Mondo in carica: 1 posto
- Africa: 6 posti
- Asia: 4 posti
- Europa: 13 posti
- Pan America: 5 posti

Nord America e Caraibi: 1 posto
Sud e Centro America: 3 posti
Qualificazioni Sud e Centro America: 1 posto
- Oceania/Wild card aggiuntiva[8]: 1 posto
- Wild card: 1 posto

Il 12 gennaio, a seguito delle rinunce da parte di Rep. Ceca e Stati Uniti a causa della pandemia di COVID-19, l'IHF ha nominato Macedonia del Nord e Svizzera come sostitute delle rinunciatarie.
In base alla decisione presa il 17 dicembre 2020 dal Tribunale Arbitrale dello Sport di ridurre la penalità inflitta alla Russia, con decorrenza due anni, dopo che l'agenzia mondiale antidoping (WADA) aveva bandito la Russia dalle principali manifestazioni sportive internazionali per 4 anni per aver falsificato i test antidoping dei propri atleti, l'IHF ha comunicato le condizioni per la partecipazione della squadra nazionale russa al campionato mondiale: la denominazione è "Squadra della federazione russa di pallamano", l'acronimo è RHF, la bandiera il logo della federazione senza testo, che viene riportato anche sulle uniformi di gara.
| Competizione                                   | Data                      | Posti | Qualificate |
| ---------------------------------------------- | ------------------------- | ----- | --- |
| Nazione ospitante                              | 6 novembre 2015           | 1     | Egitto |
| Campionato mondiale maschile di pallamano 2019 | 10-27 gennaio 2019        | 1     | Danimarca |
| Campionato europeo maschile di pallamano 2020  | 9-26 gennaio 2020         | 3     | Spagna Croazia Norvegia |
| Coppa d'Asia 2020                              | 16-27 gennaio 2020        | 4     | Qatar Corea del Sud Bahrein Giappone |
| Coppa d'Africa 2020                            | 16-26 gennaio 2020        | 6     | Tunisia Angola Algeria Marocco RD del Congo Capo Verde                                                                                          |
| Coppa del Sud America2020                      | 21-25 gennaio 2020        | 3     | Argentina Brasile Uruguay |
| Rappresentante Nord America                    | 2 novembre 2020           | 1     | Stati Uniti |
| America Centro-Meridionale (annullato)         | 10 novembre 2020          | 1     | Cile |
| Europa (annullato)                             | 5 luglio 2020 (annullato) | 10    | Austria Bielorussia Rep. Ceca Francia Germania Ungheria Portogallo Slovenia Svezia Ungheria Macedonia del Nord (ripescata) Svizzera (ripescata) |
| Wildcard                                       | 9 luglio 2020             | 1+1   | Polonia Squadra della federazione russa di pallamano (RHF)                                                                                      |

## Sorteggio
Il sorteggio si è tenuto il 5 settembre 2020 a Giza. 
Le fasce d'estrazione sono state comunicate invece il 23 luglio
| Prima fascia                                                          | Seconda fascia                                                      | Terza fascia                                                                                | Quarta fascia                                                                |
| --------------------------------------------------------------------- | ------------------------------------------------------------------- | ------------------------------------------------------------------------------------------- | ---------------------------------------------------------------------------- |
| Danimarca Spagna Croazia Norvegia Slovenia Germania Portogallo Svezia | Egitto Argentina Austria Ungheria Tunisia Algeria Qatar Bielorussia | Islanda Brasile Uruguay Rep. Ceca Francia Corea del Sud Giappone Bahrein Macedonia del Nord | Angola Capo Verde Marocco Cile RD del Congo Polonia Stati Uniti RHF Svizzera |

## Turno preliminare
Per la qualificazione si seguono questi criteri:
1. punti conquistati;
2. punti negli scontri diretti;
3. differenza reti negli scontri diretti;
4. reti segnate negli scontri diretti;
5. differenza reti.

### Girone A

#### Classifica
| Pos. | Squadra    | Pt | G | V | N | P | GF  | GS | DR  |
| ---- | ---------- | -- | - | - | - | - | --- | -- | --- |
| 1.   | Ungheria   | 6  | 3 | 3 | 0 | 0 | 107 | 73 | +34 |
| 2.   | Germania   | 4  | 3 | 2 | 0 | 1 | 81  | 43 | +38 |
| 3.   | Uruguay    | 2  | 3 | 1 | 0 | 2 | 42  | 87 | -45 |
| 4.   | Capo Verde | 0  | 3 | 0 | 0 | 3 | 27  | 54 | -27 |

#### Risultati
| Arbitri: | Grillo Lenci |

|             |           |              |
| Kastening 9 | Marcatori | Morandeira 4 |

| Arbitri: | Emam Hedaia |

|          |           |             |
| Ancsin 7 | Marcatori | L. Semedo 6 |

| Città del 6 ottobre 17 gennaio 2021, ore 19:00 UTC+2 | Capo Verde | 0 – 10 | Germania | Palazzo dello sport del 6 ottobre |

| Arbitri: | Kolahdouzan Mousaviannazhad |

|         |           |              |
| Máthé 8 | Marcatori | Morandeira 4 |

| Città del 6 ottobre 19 gennaio 2021, ore 19:00 UTC+2 | Uruguay | 10 – 0 | Capo Verde | Palazzo dello sport del 6 ottobre |

| Arbitri: | Gubica Milošević |

|            |           |                  |
| Schiller 7 | Marcatori | Bánhidi, Máthé 8 |

### Girone B

#### Classifica
| Pos. | Squadra | Pt | G | V | N | P | GF | GS | DR  |
| ---- | ------- | -- | - | - | - | - | -- | -- | --- |
| 1.   | Spagna  | 5  | 3 | 2 | 1 | 0 | 92 | 85 | +7  |
| 2.   | Polonia | 4  | 3 | 2 | 0 | 1 | 89 | 78 | +11 |
| 3.   | Brasile | 2  | 3 | 0 | 2 | 1 | 84 | 94 | -10 |
| 4.   | Tunisia | 1  | 3 | 0 | 1 | 2 | 90 | 98 | -8  |

#### Risultati
| Arbitri: | Pavićević Ražnatović |

|               |           |                   |
| 3 giocatori 4 | Marcatori | Langaro, Moraes 6 |

| Arbitri: | Nachevski Nikolov |

|         |           |           |
| Sanaï 9 | Marcatori | Moryto 11 |

| Arbitri: | Hansen Madsen |

|           |           |                      |
| Darmoul 9 | Marcatori | Hackbarth, Langaro 6 |

| Arbitri: | Horáček Novotný |

|         |           |                         |
| Sićko 6 | Marcatori | Entrerríos, Fernández 5 |

| Arbitri: | Hansen Madsen |

|              |           |           |
| Fernández 10 | Marcatori | Darmoul 8 |

| Arbitri: | Pavićević Ražnatović |

|           |           |                 |
| Langaro 4 | Marcatori | Moryto, Sićko 6 |

### Girone C

#### Classifica
| Pos. | Squadra  | Pt | G | V | N | P | GF | GS | DR  |
| ---- | -------- | -- | - | - | - | - | -- | -- | --- |
| 1.   | Croazia  | 5  | 3 | 2 | 1 | 0 | 83 | 73 | +10 |
| 2.   | Qatar    | 4  | 3 | 2 | 0 | 1 | 85 | 80 | +5  |
| 3.   | Giappone | 3  | 3 | 1 | 1 | 1 | 88 | 89 | -1  |
| 4.   | Angola   | 0  | 3 | 0 | 0 | 3 | 74 | 88 | -14 |

#### Risultati
| Arbitri: | Santos Fonseca |

|          |           |           |
| Madadi 8 | Marcatori | Pestana 6 |

| Arbitri: | Krichen Makhlouf |

|         |           |                     |
| Marić 7 | Marcatori | Agarie, R. Tokuda 5 |

| Arbitri: | Raluy Sabroso |

|            |           |       |
| Frankis 11 | Marcatori | Doi 7 |

| Arbitri: | Belkhiri Hamidi |

|            |           |         |
| Ferreira 4 | Marcatori | Čupić 6 |

| Arbitri: | Krichen Makhlouf |

|            |           |        |
| Watanabe 7 | Marcatori | Tati 6 |

| Arbitri: | Nachevski Nikolov |

|          |           |           |
| Štrlek 6 | Marcatori | Frankis 7 |

### Girone D

#### Classifica
| Pos. | Squadra      | Pt | G | V | N | P | GF  | GS  | DR  |
| ---- | ------------ | -- | - | - | - | - | --- | --- | --- |
| 1.   | Danimarca    | 6  | 3 | 3 | 0 | 0 | 104 | 59  | +45 |
| 2.   | Argentina    | 4  | 3 | 2 | 0 | 1 | 72  | 74  | -2  |
| 3.   | Bahrein      | 2  | 3 | 1 | 0 | 2 | 75  | 85  | -10 |
| 4.   | RD del Congo | 0  | 3 | 0 | 0 | 3 | 68  | 101 | -33 |

#### Risultati
| Arbitri: | C. Bonaventura J. Bonaventura |

|               |           |              |
| 3 giocatori 5 | Marcatori | Kiangebeni 7 |

| Arbitri: | Brunner Salah |

|           |           |         |
| Gidsel 10 | Marcatori | Ahmed 8 |

| Arbitri: | Schulze Tönnies |

|           |           |         |
| Pizarro 6 | Marcatori | Ahmed 5 |

| Arbitri: | Brunner Salah |

|                  |           |             |
| Bouity, Mvumbi 4 | Marcatori | J. Hansen 8 |

| Arbitri: | Kleven Jørum |

|             |           |              |
| Al-Sayyad 9 | Marcatori | Kiangebeni 6 |

| Arbitri: | C. Bonaventura J. Bonaventura |

|             |           |                 |
| M. Hansen 7 | Marcatori | Martínez Cami 6 |

### Girone E

#### Classifica
| Pos. | Squadra  | Pt | G | V | N | P | GF | GS  | DR  |
| ---- | -------- | -- | - | - | - | - | -- | --- | --- |
| 1.   | Francia  | 6  | 3 | 3 | 0 | 0 | 88 | 76  | +12 |
| 2.   | Norvegia | 4  | 3 | 2 | 0 | 1 | 93 | 82  | +11 |
| 3.   | Svizzera | 2  | 3 | 1 | 0 | 2 | 77 | 81  | -4  |
| 4.   | Austria  | 0  | 3 | 0 | 0 | 3 | 82 | 101 | -19 |

#### Risultati
| Arbitri: | Kolahdouzan Mousaviannazhad |

|         |           |          |
| Weber 7 | Marcatori | Schmid 7 |

| Arbitri: | García Marín |

|            |           |        |
| Sagosen 10 | Marcatori | Mahé 9 |

| Arbitri: | Grillo Lenci |

|          |           |               |
| Wagner 7 | Marcatori | 3 giocatori 4 |

| Arbitri: | Gubica Milošević |

|                   |           |            |
| Lier, Milošević 7 | Marcatori | Sagosen 11 |

| Arbitri: | Grillo Lenci |

|        |           |           |
| Mahé 7 | Marcatori | Schmid 10 |

| Arbitri: | García Marín |

|           |           |                 |
| Sagosen 9 | Marcatori | Wagner, Weber 6 |

### Girone F

#### Classifica
| Pos. | Squadra    | Pt | G | V | N | P | GF | GS | DR  |
| ---- | ---------- | -- | - | - | - | - | -- | -- | --- |
| 1.   | Portogallo | 6  | 3 | 3 | 0 | 0 | 84 | 62 | +22 |
| 2.   | Islanda    | 4  | 3 | 2 | 0 | 1 | 93 | 72 | +21 |
| 3.   | Algeria    | 2  | 3 | 1 | 0 | 2 | 67 | 88 | -21 |
| 4.   | Marocco    | 0  | 3 | 0 | 0 | 3 | 66 | 88 | -22 |

#### Risultati
| Arbitri: | Hansen Madsen |

|         |           |         |
| Ayoub 7 | Marcatori | Reida 6 |

| Arbitri: | Horáček Novotný |

|           |           |           |
| Martins 6 | Marcatori | Elísson 6 |

| Arbitri: | Lah Sok |

|             |           |           |
| Harchaoui 5 | Marcatori | Portela 9 |

| Arbitri: | Hansen Madsen |

|         |           |            |
| Ayoub 5 | Marcatori | Elísson 12 |

| Arbitri: | Pavićević Ražnatović |

|           |           |           |
| Portela 4 | Marcatori | Berkous 7 |

| Arbitri: | Horáček Novotný |

|                   |           |           |
| V. Kristjánsson 6 | Marcatori | Zaroili 5 |

### Girone G

#### Classifica
| Pos. | Squadra            | Pt | G | V | N | P | GF | GS  | DR  |
| ---- | ------------------ | -- | - | - | - | - | -- | --- | --- |
| 1.   | Svezia             | 6  | 3 | 3 | 0 | 0 | 97 | 69  | +28 |
| 2.   | Egitto             | 4  | 3 | 2 | 0 | 1 | 96 | 72  | +24 |
| 3.   | Macedonia del Nord | 2  | 3 | 1 | 0 | 2 | 71 | 99  | -28 |
| 4.   | Cile               | 0  | 3 | 0 | 0 | 3 | 84 | 108 | -24 |

#### Risultati
| Arbitri: | Schulze Tönnies |

|            |           |              |
| El-Deraa 6 | Marcatori | E. Salinas 8 |

| Arbitri: | Kleven Jørum |

|          |           |           |
| Wanne 11 | Marcatori | Lazarov 5 |

| Arbitri: | C. Bonaventura J. Bonaventura |

|           |           |               |
| Mamdouh 8 | Marcatori | 3 giocatori 3 |

| Arbitri: | Brunner Salah |

|                  |           |           |
| Er. Feuchtmann 7 | Marcatori | Pellas 12 |

| Arbitri: | Gubica Milošević |

|           |           |               |
| Lazarov 8 | Marcatori | 3 giocatori 7 |

| Arbitri: | Kleven Jørum |

|           |           |         |
| Persson 8 | Marcatori | Sanad 8 |

### Girone H

#### Classifica
| Pos. | Squadra       | Pt | G | V | N | P | GF  | GS  | DR  |
| ---- | ------------- | -- | - | - | - | - | --- | --- | --- |
| 1.   | RHF           | 5  | 3 | 2 | 1 | 0 | 93  | 83  | +10 |
| 2.   | Slovenia      | 4  | 3 | 2 | 0 | 1 | 105 | 85  | +20 |
| 3.   | Bielorussia   | 3  | 3 | 1 | 1 | 1 | 89  | 85  | +4  |
| 4.   | Corea del Sud | 0  | 3 | 0 | 0 | 3 | 79  | 113 | -34 |

#### Risultati
| Arbitri: | Belkhiri Hamidi |

|             |           |               |
| Vajlupaŭ 10 | Marcatori | 3 giocatori 6 |

| Arbitri: | Raluy Sabroso |

|          |           |                             |
| Gajić 10 | Marcatori | Kim Jin-young, Kim Jin-ho 6 |

| Arbitri: | Krichen Makhlouf |

|            |           |                 |
| Vajlupaŭ 8 | Marcatori | Kim Jin-young 8 |

| Arbitri: | Nachevski Nikolov |

|               |           |           |
| 3 giocatori 6 | Marcatori | Dolenec 6 |

| Arbitri: | Belkhiri Hamidi |

|             |           |                   |
| Kim Ji-un 8 | Marcatori | Andreev, Kornev 5 |

| Arbitri: | Raluy Sabroso |

|        |           |           |
| Janc 8 | Marcatori | Karalëk 7 |

## Coppa del Presidente

### Gruppo I

#### Classifica
| Pos. | Squadra      | Pt | G | V | N | P | GF | GS | DR  |
| ---- | ------------ | -- | - | - | - | - | -- | -- | --- |
| 1.   | Tunisia      | 6  | 3 | 3 | 0 | 0 | 82 | 51 | +31 |
| 2.   | RD del Congo | 4  | 3 | 2 | 0 | 1 | 64 | 69 | -5  |
| 3.   | Angola       | 2  | 3 | 1 | 0 | 2 | 70 | 66 | +4  |
| 4.   | Capo Verde   | 0  | 3 | 0 | 0 | 3 | 0  | 30 | -30 |

#### Risultati
| Città del 6 ottobre 21 gennaio 2021, ore 16:30 UTC+2 | Capo Verde | 0 – 10 | Tunisia | Palazzo dello sport del 6 ottobre |

| Arbitri: | Emam Hedaia |

|            |           |              |
| Ferreira 8 | Marcatori | Kiangebeni 8 |

| Città del 6 ottobre 23 gennaio 2021, ore 16:30 UTC+2 | Capo Verde | 0 – 10 | Angola | Palazzo dello sport del 6 ottobre |

| Arbitri: | Grillo Lenci |

|         |           |          |
| Toumi 7 | Marcatori | Mvumbi 5 |

| Città del 6 ottobre 25 gennaio 2021, ore 16:30 UTC+2 | RD del Congo | 10 – 0 | Capo Verde | Palazzo dello sport del 6 ottobre |

| Arbitri: | Kolahdouzan Mousaviannazhad |

|         |           |               |
| Rzig 12 | Marcatori | Hebo, Lopes 7 |

### Gruppo II

#### Classifica
| Pos. | Squadra       | Pt | G | V | N | P | GF  | GS  | DR  |
| ---- | ------------- | -- | - | - | - | - | --- | --- | --- |
| 1.   | Austria       | 6  | 3 | 3 | 0 | 0 | 105 | 82  | +23 |
| 2.   | Cile          | 4  | 3 | 1 | 0 | 1 | 103 | 83  | +20 |
| 3.   | Marocco       | 2  | 3 | 1 | 0 | 2 | 71  | 89  | -18 |
| 4.   | Corea del Sud | 0  | 3 | 0 | 0 | 3 | 87  | 112 | -25 |

#### Risultati
| Arbitri: | Belkhiri Hamidi |

|                  |           |                 |
| Salinas Muñoz 12 | Marcatori | Kim Jin-young 8 |

| Arbitri: | Brunner Salah |

|           |           |         |
| Frimmel 9 | Marcatori | Reida 7 |

| Arbitri: | Kleven Jørum |

|           |           |                 |
| Fougani 7 | Marcatori | Kim Jin-young 9 |

| Arbitri: | Brunner Salah |

|           |           |                  |
| Frimmel 8 | Marcatori | Er. Feuchtmann 9 |

| Arbitri: | Pavićević Ražnatović |

|             |           |           |
| Harchaoui 6 | Marcatori | Salinas 7 |

| Arbitri: | Emam Hedaia |

|                              |           |              |
| Kim Jin-young, Kang Jun-gu 4 | Marcatori | Pratschner 9 |

### Finale 31º posto
| Città del 6 ottobre 27 gennaio 2021, ore 16:00 UTC+2 | Capo Verde | 0 – 10 | Corea del Sud | Palazzo dello sport del 6 ottobre |

### Finale 29º posto
| Arbitri: | Belkhiri Hamidi |

|                  |           |          |
| Ferreira, Hebo 6 | Marcatori | Reida 12 |

### Finale 27º posto
| Arbitri: | Krichen Makhlouf |

|          |           |               |
| Ngando 8 | Marcatori | 3 giocatori 6 |

### Finale 25º posto
| Arbitri: | Grillo Lenci |

|         |           |                   |
| Sanaï 8 | Marcatori | Frimmel, Wagner 7 |

## Turno principale

### Gruppo I

#### Classifica
| Pos. | Squadra  | Pt | G | V | N | P | GF  | GS  | DR   |
| ---- | -------- | -- | - | - | - | - | --- | --- | ---- |
| 1.   | Spagna   | 9  | 5 | 4 | 1 | 0 | 162 | 134 | +28  |
| 2.   | Ungheria | 8  | 5 | 4 | 0 | 1 | 160 | 131 | +29  |
| 3.   | Germania | 5  | 5 | 2 | 1 | 2 | 153 | 122 | +31  |
| 4.   | Polonia  | 5  | 5 | 2 | 1 | 2 | 138 | 119 | +19  |
| 5.   | Brasile  | 3  | 5 | 1 | 1 | 3 | 136 | 139 | -3   |
| 6.   | Uruguay  | 0  | 5 | 0 | 0 | 5 | 88  | 192 | -104 |

#### Risultati
| Arbitri: | Belkhiri Hamidi |

|          |           |          |
| Cancio 6 | Marcatori | Moryto 8 |

| Arbitri: | Brunner Salah |

|           |           |           |
| Bánhidi 5 | Marcatori | Langaro 8 |

| Arbitri: | Gubica Milošević |

|             |           |             |
| Fernández 6 | Marcatori | Kastening 7 |

| Arbitri: | Emam Hedaia |

|          |           |         |
| Cancio 8 | Marcatori | Ariño 8 |

| Arbitri: | Gubica Milošević |

|         |           |         |
| Sićko 5 | Marcatori | Lékai 8 |

| Arbitri: | Kleven Jørum |

|         |           |                   |
| Golla 7 | Marcatori | Moraes Ferreira 6 |

| Arbitri: | Krichen Makhlouf |

|           |           |               |
| Luciano 7 | Marcatori | 3 giocatori 3 |

| Arbitri: | Nachevski Nikolov |

|        |           |                 |
| Solé 8 | Marcatori | Balogh, Győri 5 |

| Arbitri: | Pavićević Ražnatović |

|             |           |                  |
| Krajewski 5 | Marcatori | Schmidt, Weber 4 |

### Gruppo II

#### Classifica
| Pos. | Squadra   | Pt | G | V | N | P | GF  | GS  | DR  |
| ---- | --------- | -- | - | - | - | - | --- | --- | --- |
| 1.   | Danimarca | 10 | 5 | 5 | 0 | 0 | 169 | 116 | +53 |
| 2.   | Qatar     | 6  | 5 | 3 | 0 | 2 | 132 | 135 | -3  |
| 3.   | Argentina | 6  | 5 | 3 | 0 | 2 | 120 | 121 | -1  |
| 4.   | Croazia   | 5  | 5 | 2 | 1 | 2 | 128 | 132 | -4  |
| 5.   | Giappone  | 3  | 5 | 1 | 1 | 3 | 138 | 147 | -9  |
| 6.   | Bahrein   | 0  | 5 | 0 | 0 | 5 | 107 | 143 | -36 |

#### Risultati
| Arbitri: | Kolahdouzan Mousaviannazhad |

|           |           |            |
| Yoshino 6 | Marcatori | Pizarro 10 |

| Arbitri: | C. Bonaventura J. Bonaventura |

|          |           |                    |
| Horvat 8 | Marcatori | Ahmed, Al-Sayyad 6 |

| Arbitri: | Pavićević Ražnatović |

|             |           |            |
| M. Hansen 8 | Marcatori | Frankis 12 |

| Arbitri: | García Marín |

|          |           |         |
| Capote 9 | Marcatori | Ahmed 5 |

| Arbitri: | Pavićević Ražnatović |

|           |           |         |
| Pizarro 4 | Marcatori | Čupić 7 |

| Arbitri: | Nachevski Nikolov |

|          |           |                |
| Agarie 7 | Marcatori | E. Jakobsen 12 |

| Arbitri: | C. Bonaventura J. Bonaventura |

|         |           |           |
| Ahmed 5 | Marcatori | Yoshino 9 |

| Arbitri: | Horáček Novotný |

|           |           |           |
| Pizarro 7 | Marcatori | Frankis 8 |

| Arbitri: | Raluy Sabroso |

|               |           |         |
| E. Jakobsen 8 | Marcatori | Marić 6 |

### Gruppo III

#### Classifica
| Pos. | Squadra    | Pt | G | V | N | P | GF  | GS  | DR  |
| ---- | ---------- | -- | - | - | - | - | --- | --- | --- |
| 1.   | Francia    | 10 | 5 | 5 | 0 | 0 | 142 | 123 | +19 |
| 2.   | Norvegia   | 8  | 5 | 4 | 0 | 1 | 155 | 137 | +18 |
| 3.   | Portogallo | 6  | 5 | 3 | 0 | 2 | 135 | 132 | +3  |
| 4.   | Svizzera   | 4  | 5 | 2 | 0 | 3 | 125 | 131 | -6  |
| 5.   | Islanda    | 2  | 5 | 1 | 0 | 4 | 139 | 132 | +7  |
| 6.   | Algeria    | 0  | 5 | 0 | 0 | 5 | 116 | 157 | -41 |

#### Risultati
| Arbitri: | Schulze Tönnies |

|          |           |               |
| Schmid 6 | Marcatori | Guðmundsson 4 |

| Arbitri: | Grillo Lenci |

|               |           |           |
| 3 giocatori 4 | Marcatori | Berkous 7 |

| Arbitri: | Raluy Sabroso |

|                    |           |           |
| Martins, Portela 5 | Marcatori | Sagosen 6 |

| Arbitri: | García Marín |

|           |           |            |
| Schmid 11 | Marcatori | Iturriza 7 |

| Arbitri: | Raluy Sabroso |

|           |           |       |
| Elísson 9 | Marcatori | Mem 7 |

| Arbitri: | Schulze Tönnies |

|         |           |         |
| Blonz 7 | Marcatori | Ayoub 7 |

| Arbitri: | Grillo Lenci |

|         |           |          |
| Ayoub 6 | Marcatori | Schmid 9 |

| Arbitri: | Nachevski Nikolov |

|           |           |           |
| Elísson 6 | Marcatori | Sagosen 8 |

| Arbitri: | Gubica Milošević |

|           |           |          |
| Martins 6 | Marcatori | Descat 8 |

### Gruppo IV

#### Classifica
| Pos. | Squadra            | Pt | G | V | N | P | GF  | GS  | DR  |
| ---- | ------------------ | -- | - | - | - | - | --- | --- | --- |
| 1.   | Svezia             | 8  | 5 | 3 | 2 | 0 | 144 | 117 | +27 |
| 2.   | Egitto             | 7  | 5 | 3 | 1 | 1 | 149 | 117 | +32 |
| 3.   | Slovenia           | 6  | 5 | 2 | 2 | 1 | 138 | 130 | +8  |
| 4.   | RHF                | 5  | 5 | 2 | 1 | 2 | 138 | 139 | -1  |
| 5.   | Bielorussia        | 4  | 5 | 1 | 2 | 2 | 139 | 148 | -9  |
| 6.   | Macedonia del Nord | 0  | 5 | 0 | 0 | 5 | 106 | 163 | -57 |

#### Risultati
| Arbitri: | García Marín |

|           |           |         |
| Lazarov 5 | Marcatori | Gajić 7 |

| Arbitri: | Horáček Novotný |

|             |           |          |
| Kosorotov 8 | Marcatori | Shebib 7 |

| Arbitri: | C. Bonaventura J. Bonaventura |

|         |           |                     |
| Wanne 7 | Marcatori | Jurynok, Vajlupaŭ 6 |

| Arbitri: | C. Bonaventura J. Bonaventura |

|                  |           |          |
| F. Kuzmanovski 6 | Marcatori | Soroka 6 |

| Arbitri: | Nachevski Nikolov |

|            |           |            |
| El-Ahmar 8 | Marcatori | Vajlupaŭ 4 |

| Arbitri: | Horáček Novotný |

|         |           |         |
| Gajić 6 | Marcatori | Wanne 7 |

| Arbitri: | Kolahdouzan Mousaviannazhad |

|         |           |           |
| Kuleš 7 | Marcatori | Lazarov 7 |

| Arbitri: | Schulze Tönnies |

|        |           |         |
| Janc 6 | Marcatori | Sanad 7 |

| Arbitri: | García Marín |

|         |           |          |
| Kotov 5 | Marcatori | Pellas 8 |

## Fase finale
|  | Quarti di finale | Quarti di finale |            |         | Semifinali                | Semifinali                |  |  | Finale     | Finale |
|  |                  |                  |            |         |                           |                           |  |  |            |        |
|  | 27 gennaio       |                  |            |         |                           |                           |  |  |            |        |
|  |                  |                  |            |         |                           |                           |  |  |            |        |
|  | Spagna           | 31               |            |         |                           |                           |  |  |            |        |
|  | Spagna           | 31               | 29 gennaio |         |                           |                           |  |  |            |        |
|  | Norvegia         | 26               |            |         |                           |                           |  |  |            |        |
|  | Norvegia         | 26               | Spagna     | 33      |                           |                           |  |  |            |        |
|  | 27 gennaio       |                  | Spagna     | 33      |                           |                           |  |  |            |        |
|  |                  | Danimarca        | 35         |         |                           |                           |  |  |            |        |
|  | Danimarca (rig)  | Danimarca        | 35         | 39      |                           |                           |  |  |            |        |
|  | Danimarca (rig)  |                  | 31 gennaio | 39      |                           |                           |  |  |            |        |
|  | Egitto           | 38               |            |         |                           |                           |  |  |            |        |
|  | Egitto           | 38               | Danimarca  | 26      |                           |                           |  |  |            |        |
|  | 27 gennaio       |                  | Danimarca  | 26      |                           |                           |  |  |            |        |
|  |                  | Svezia           | 24         |         |                           |                           |  |  |            |        |
|  | Francia (dts)    | Svezia           | 24         | 35      |                           |                           |  |  |            |        |
|  | Francia (dts)    | 29 gennaio       |            | 35      |                           |                           |  |  |            |        |
|  | Ungheria         | 32               |            |         |                           |                           |  |  |            |        |
|  | Ungheria         | 32               | Francia    | 26      | Finale per il terzo posto | Finale per il terzo posto |  |  |            |        |
|  | 27 gennaio       |                  | Francia    | 26      | Finale per il terzo posto | Finale per il terzo posto |  |  |            |        |
|  |                  | Svezia           | 32         |         |                           |                           |  |  |            |        |
|  | Svezia           | Svezia           | 32         | 35      | Spagna                    | 35                        |  |  |            |        |
|  | Svezia           |                  |            | 35      | Spagna                    | 35                        |  |  |            |        |
|  | Qatar            | 23               |            | Francia | 29                        |                           |  |  |            |        |
|  | Qatar            | 23               |            |         | 29                        |                           |  |  |            |        |
|  |                  |                  |            |         |                           |                           |  |  | 31 gennaio |        |
|  |                  |                  |            |         |                           |                           |  |  |            |        |

### Quarti di finale
| Arbitri: | Gubica Milošević |

|              |           |         |
| M. Hansen 10 | Marcatori | Omar 11 |

| Arbitri: | C. Bonaventura J. Bonaventura |

|                   |           |           |
| Chrintz, Pellas 8 | Marcatori | Frankis 5 |

| Arbitri: | Nachevski Nikolov |

|                 |           |          |
| A. Dujshebaev 8 | Marcatori | Jøndal 6 |

| Arbitri: | García Marín |

|          |           |           |
| Guigou 6 | Marcatori | Bánhidi 6 |

### Semifinali
| Arbitri: | Schulze Tönnies |

|          |           |          |
| Descat 5 | Marcatori | Wanne 11 |

| Arbitri: | Horáček Novotný |

|                 |           |              |
| D. Dujshebaev 7 | Marcatori | M. Hansen 12 |

### Finale 3º posto
| Arbitri: | Gubica Milošević |

|                 |           |          |
| A. Dujshebaev 8 | Marcatori | Descat 7 |

### Finale
| Arbitri: | Raluy Sabroso |

|                                                                                        |           | |
| M. Hansen 7 Øris 5 Holm 4 Saugstrup 3 M. Landin 2 Møllgaard 2 Gidsel 1 Mensah Larsen 1 | Marcatori | Wanne 5 Lagergren 4 Claar 2 Gottfridsson 2 Pellas 2 D. Pettersson 2 F. Pettersson 2 Sandell 2 Carlsbogård 1 Chrintz 1 Darj 1 |

## Classifica finale
| Pos.    | Nazione            |
| ------- | ------------------ |
| Oro     | Danimarca          |
| Argento | Svezia             |
| Bronzo  | Spagna             |
| 4       | Francia            |
| 5       | Ungheria           |
| 6       | Norvegia           |
| 7       | Egitto             |
| 8       | Qatar              |
| 9       | Slovenia           |
| 10      | Portogallo         |
| 11      | Argentina          |
| 12      | Germania           |
| 13      | Polonia            |
| 14      | RHF                |
| 15      | Croazia            |
| 16      | Svizzera           |
| 17      | Bielorussia        |
| 18      | Brasile            |
| 19      | Giappone           |
| 20      | Islanda            |
| 21      | Bahrein            |
| 22      | Algeria            |
| 23      | Macedonia del Nord |
| 24      | Uruguay            |
| 25      | Tunisia            |
| 26      | Austria            |
| 27      | Cile               |
| 28      | RD del Congo       |
| 29      | Marocco            |
| 30      | Angola             |
| 31      | Corea del Sud      |
| 32      | Capo Verde         |

## Statistiche

### Classifica marcatori
Fonte: sito ufficiale IHF.
| Pos. | Nome                  | Nazionale     | Reti | Tiri | %   |
| ---- | --------------------- | ------------- | ---- | ---- | --- |
| 1    | Frankis Marzo         | Qatar         | 58   | 90   | 60% |
| 2    | Sander Sagosen        | Norvegia      | 54   | 83   | 65% |
| 3    | Hampus Wanne          | Svezia        | 53   | 71   | 74% |
| 4    | Erwin Feuchtmann      | Cile          | 49   | 78   | 63% |
| 5    | Mikkel Hansen         | Danimarca     | 48   | 69   | 69% |
| 6    | Andy Schmid           | Svizzera      | 44   | 80   | 55% |
| 7    | Mohamed Darmoul       | Tunisia       | 40   | 49   | 82% |
| 8    | Kim Jin-young         | Corea del Sud | 39   | 72   | 54% |
| 8    | Rodrigo Salinas Muñoz | Cile          | 39   | 59   | 66% |
| 10   | Hugo Descat           | Francia       | 38   | 48   | 79% |
| 10   | Bjarki Már Elísson    | Islanda       | 38   | 52   | 73% |
| 10   | Mathias Gidsel        | Danimarca     | 38   | 47   | 81% |

## Premi individuali
Migliori giocatori del torneo.
| Ruolo              | Giocatore        |
| ------------------ | ---------------- |
| Migliore giocatore | Mikkel Hansen    |
| Portiere           | Andreas Palicka  |
| Ala sinistra       | Hampus Wanne     |
| Terzino sinistro   | Mikkel Hansen    |
| Centrale           | Jim Gottfridsson |
| Terzino destro     | Mathias Gidsel   |
| Ala destra         | Ferran Solé      |
| Pivot              | Ludovic Fabregas |